# Ho-Chunk
Els winnebago o Ho-Chunk són una tribu siouan (grup hoka-sioux) el nom del qual procedeix de la llengua chippewa winnipig o winipyagohagi "aigua pudenta" o "gent de l'aigua bruta", però ells s'anomenen hochangaira "gent de la veritable paraula". Es tracta d'un illot lingüístic siouan dins una zona de llengües algonquines. Vivien originàriament als marges de Green Bay (Wisconsin). Actualment viuen a la reserva Winnebago de Nebraska i a la reserva Ho-Chunk de Wisconsin. Winnebagos notables són Red Bird, Yellow Thunder, Henry Roe Cloud o Mountain Wolf Woman.

## Demografia

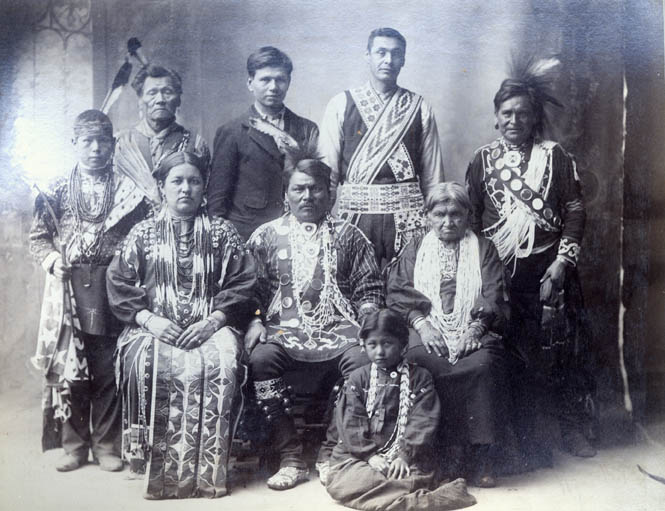
Winnebago el 1898

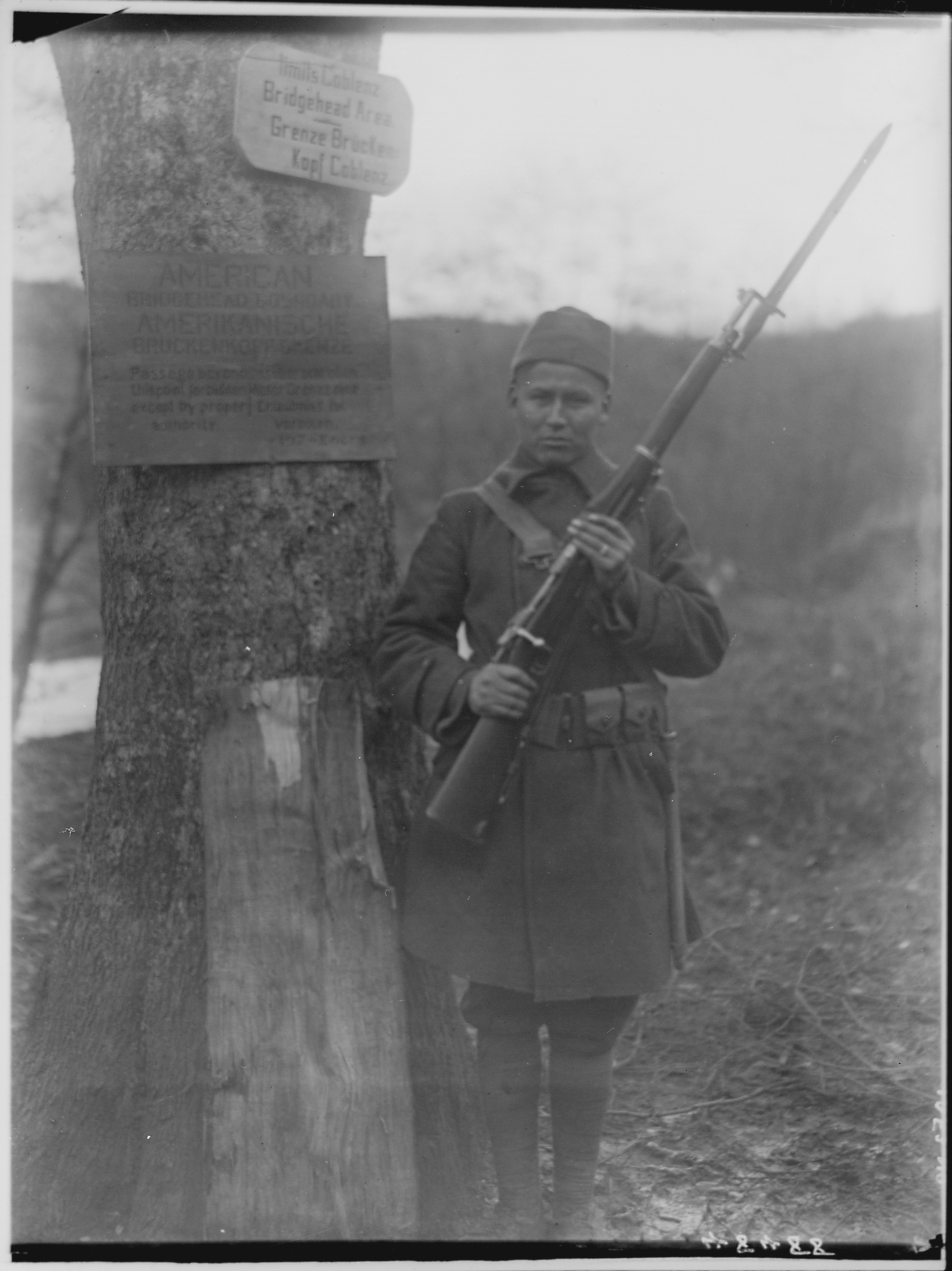
Miner, soldat winnebago a Niederahren, Alemanya, 1919

A començaments del segle xix eren uns 5.000, però foren reduïts a 1.500 el 1863. El 1960 eren 1.520 a Wisconsin i 1.365 a Nebraska, i el 1980 augmentaren a 3.500, dels quals 1.500 encara parlaven la llengua. El 1990 eren uns 4.500 individus. Segons dades de la BIA del 1995, la Reserva Ho Chunk de Wisconsin tenia habitants (5.139 en el rol tribal), i la reserva Winnebago de Nebraska en tenia 1.212 (3.795 en el rol tribal). Segons el cens dels EUA del 2000, hi havia 7.409 winnebago purs, 322 barrejats amb altres tribus, 1.814 amb altres races i 155 amb altres races i tribus. En total 9.700 individus. Actualment estan dividits en dues tribus reconegudes federalment:
- La Nació Ho-Chunk de Wisconsin a la reserva índia Winnebago
- La Tribu Winnebago de Nebraska

## Costums
Pertanyen a la cultura dels llacs, però llur religió és semblant a la dels sioux, otoe i ioway, llurs germans de llengua. Mostren influències culturals dels iroquesos i algonquines en un fort substrat sioux.
Vivien en wigwams en forma de cúpula i conreaven moresc, carabasses, pèsols i tabac, alhora que també caçaven bisons, com les tribus de les planures. Com que també pescaven els anomenaren "indis pudents".
Socialment, es dividien en 12 clans exògams i en dues fratries, la de l'aire, que comprenia quatre clans, i la de la terra, que comprenia vuit clans més, tots ells simbolitzant la divisió entre l'aire i la terra.
| Nom               | Tranducció      |
| ----------------- | --------------- |
| Wakąja            | Ocell tro       |
| Woonąǧire Wąąkšik | Poble de guerra |
| Caaxšep           | Àliga           |
| Ruucge            | Colom           |
| Hųųc              | Ós              |
| Šųųkjąk           | Llop            |
| Wakjexi           | Esperit d'aigua |
| Caa               | Cérvol          |
| Hųųwą             | Ant             |
| Ceexjį            | Bisó            |
| Hoo               | Peix            |
| Waką              | Serp            |
| [ 2 ]             |                 |

Alguns clans tenien atribuïdes funcions especials: disputes per ofenses, la dansa de l'estiu i la dansa de la medicina. Els clans s'associaven amb els esperits animals que representaven les responsabilitats tradicionals dins de la nació; cada clan tenia un paper en la supervivència del poble. Igual que altres nadius americans, els winnebago tenien regles que generalment obligaven a casar-se fora dels seus clans. El sistema de parentiu es basava en la família. Tot i que la tribu és patrilineal avui, els antropòlegs creuen que poden haver tingut un sistema de parentiu matrilineal al segle xvii. En aquest moment, les matriarques d'un clan nomenarien al seu cap, i podrien reclamar la posició si desaprovaven les seves accions.
També tenien la Societat de la Dansa de la Medicina, una mena de societat sectària secreta d'homes i dones amb finalitats esotèriques. També celebraven la festa de l'hivern per obtenir poders en temps de guerra i de caceres, i el cerimonial del bisó.

## Història
Quan les tribus sioux marxaren a les planures, ells es quedaren a Wisconsin. El 1634 foren visitats per Jean Nicolet, amb qui es mostraren amistosos, però poc després foren gairebé exterminats pels illinois.
Durant el segle xviii dominaren el comerç al SW de Wisconsin i NO d'Illinois, i entre 1689 i 1763 ajudaren als francesos fins que perderen la guerra del 1753-1763, i donaren també suport Pontiac. Però el 1775-1783 donaren suport als britànics contra els colons estatunidencs. El 1812 s'aliaren amb Tecumseh, amb qui foren vençuts a Tippecanoe i a Thames. El 1826 es produí un incident a Galena (a la frontera entre Wisconsin i Illinois) amb els minaires, mentre que dos mariners a Prairie du Chien segrestaren dones winnebago, raó per la qual els indis tacaren el vaixell i els mataren. Per aquesta raó el 1827 declararen la guerra i foren vençuts en solitari, liderats pels seus caps Red Bird i We Kau, per tropes nord-americans amb suport dels menominee.
Des d'aleshores els obligaren a cedir les terres. El 1832 intentaren enviar-los a una reserva a Iowa, però sota la influència del profeta Wabokieshkiek/White Cloud (1794-1841), barreja de sauk i fox, winnebago i shawnee influït per Tenkswatawa, s'aliaren amb fox i sauk a la Guerra de Black Hawk, però foren vençuts també a Bad Axe. Aleshores foren expulsats de Wisconsin i traslladats a Missouri.
El 1852-1853 un altre profeta, Pateshke/Long Nose, funda la secta de la Friendship Dance. Tot i així, el 1858-1862 el seu cap Dandy va donar suport a la revolta santee de Little Crow a Minnesota. El 1865 uns 1.200 marxaren al Comtat de Thurston (Nebraska), vora els omaha, on hi constituïren una reserva, i la resta tornaren a Wisconsin.
El 1870 foren expulsats de Wisconsin cap a Nebraska malgrat la resistència de Blackhawk i de Winneshiek, però alguns, comandats per Yellow Thunder, aconseguiren quedar-se i el 1875 els organitzaren la reserva. El 1880 el seu cap John Rave o Nishkuntu/Crashing Thunder (1855-1917), influït pel caddo John Wilson, introduí el culte al peyote, amb forta influència cristiana, shooting (xamanisme algonquià) i ghostdance, menjaven peiot (que contenia mescalina) que els feia tenir visions de temps millors. Fundaria així la Native American Church. La NAC fou continuada a la tribu pels seus deixebles Albert Hensley (1875-?), educat a Carlisle, qui oficialitzà la secta el 1921, per Blowsnake (1875-?), la seva germana Xehaciwinga/Mountain Wolf Woman (1884-1960), introductora del peiot a Nebraska, i pels dissidents Jesse Clay i Oliver la Mere, qui el 1921 fundaria la Peyote Church of Christ.
Els winnebago han tingut una gran tradició guerrera. Charles Round Low Cloud lluità amb els regulars de Wisconsin en la Guerra civil americana. Un descendent seu, Mitchell Red Cloud Jr, fou condecorat en la Segona Guerra Mundial i morí el 1950 en combat a la Guerra de Corea. En els anys 70 la winnebago Jean Day, amiga d'Anna Mae Aquash, fou membre de l'AIM i ajudà els menominee a Gresham, i posteriorment estigué a Oglala el 1973.

## Notables winnebagos
- Angel De Cora, artista i pedagoga

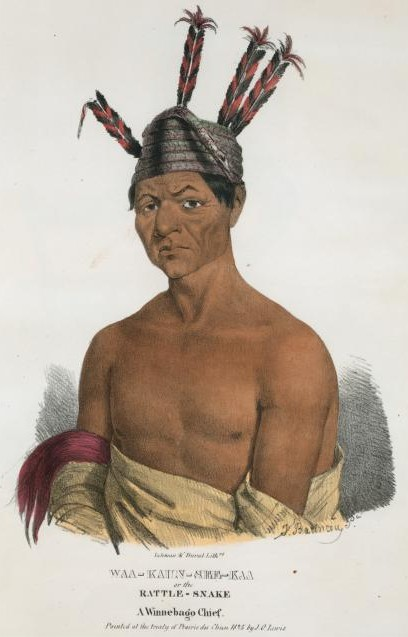
Cap Waukon Decorah en 1825

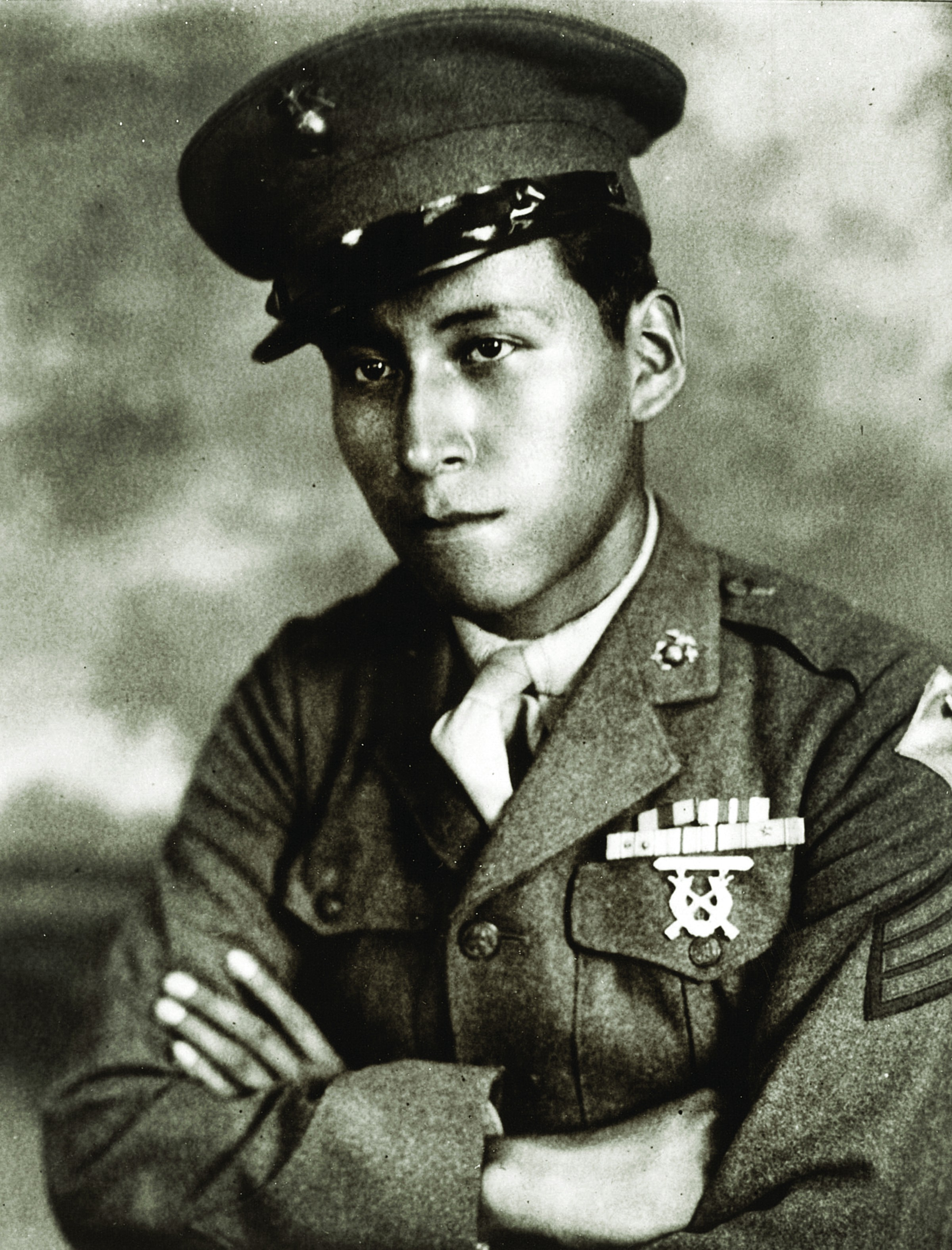
Fotografia de Mitchell Red Cloud, Jr., medalla d'honor de la Guerra de Corea

- Glory of the Morning, cap del segle XVIII
- Henry Roe Cloud, nascut en 1884, graduat a Yale, educador
- Hononegah, cofundador de Rockton (Illinois)
- Joba Chamberlain, jugador de beisbol
- Mitchell Red Cloud, Jr., medalla d'honor a Corea
- Mountain Wolf Woman, membre de la religió peiot del segle XIX
- Red Bird, cap i líder durant la guerra winnebago de 1827
- Red Wing (també coneguda com a Lillian St. Cyr), actriu i estrella de The Squaw Man (1914)
- Truman Lowe, artista
- Waukon Decorah, guerrer i orador
- Yellow Thunder (també conegut com a Waun-kaun-tshaw-zee-kau)
- Bronson Koenig jugador de basquet (2014 NCAA Final Four)